# フォースM.D.'S
フォースM.D.'S（フォース・エムディーズ、Force M.D.'s）は、アメリカのソウル・ボーカル・グループ。1981年にニューヨーク・スタテンアイランドで結成され、1984年にデビューした。

## プロフィール
1984年にシングル「Tears」を発表。同曲はスウィート・ソウル・ファンに注目された。さらに1985年に発表した「テンダー・ラヴ」がヒット。同曲はジャム&ルイス作のエバー・グリーンとなった。グループは1995年にもアルバムを発表。しかしその後、マーキュリー、トリスコ・ピアソンほか計4人が死去する悲劇に見舞われた。その後は3人で活動している。トリスコ・ピアソンは2016年9月16日に死去。ジェシー・ダニエルズは2022年1月4日に58歳で死去。

## ディスコグラフィ

### スタジオ・アルバム
- 『ラヴ・レターズ』 - Love Letters (1984年、Tommy Boy)
- 『テンダー・ラヴ』 - Chillin' (1985年、Tommy Boy)
- 『タッチ・アンド・ゴー』 - Touch and Go (1987年、Tommy Boy)
- 『ステップ・トゥ・ミー』 - Step to Me (1990年、Tommy Boy)
- 『モーメンツ・イン・タイム』 - Moments in Time (1994年、Nuwr)
- The Reunion (2000年、Mad Love)

### コンピレーション・アルバム
- 『グレイテスト・ヒッツ』 - For Lovers and Others: Force M.D.'s Greatest Hits (1992年、Tommy Boy)
- Let Me Love You: The Greatest Hits (2001年、Tommy Boy)

### シングル
- "Let Me Love You" (1984年)
- "Tears" (1984年)
- "Forgive Me Girl" (1985年)
- "Itchin' for a Scratch" (1985年)
- 「テンダー・ラヴ」 - "Tender Love" (1985年)
- "Here I Go Again" (1986年)
- "One Plus One" (1986年)
- "I Wanna Know Your Name" (1986年)
- "Love is a House" (1987年)
- "Touch and Go" (1987年)
- "Couldn't Care Less" (1988年)
- "Deep Check" (1988年)
- "Float On" (1989年) ※with Stetsasonic
- "Are You Really Real? (1990年)
- "Somebody's Crying" (1990年)
- "Your Love Drives Me Crazy" (1992年)